# 光辉级航空母舰
光辉级航空母舰（Illustrious-class aircraft carrier）是英国皇家海军著名的舰队型航空母舰。它们相对於美國及日本的航母舰载机/吨位比要小，但是有更强的装甲防护。
该级舰有四艘：光辉号 (R87)、可畏号 (R67)、胜利号 (R38)和不挠号 (R92)。最後一艘完工的不挠号 (R92)在主机库下方还新設一个只有一半主机库长度的副机库，因此有時也被獨立列為"不撓級"看待。胜利号参加了消灭德国俾斯麦号战列舰的战斗，光辉号和可畏号在1940-1941年則是地中海战事的中流砥柱，例如光輝執行了塔蘭托戰役，可畏則參與馬塔潘角海戰。前三舰都参加了1945年皇家海军太平洋舰队的多數戰役，其中勝利號更是借給美國海軍（暫時改名叫羅賓號）。 在它的基础上改大了机库以容纳更多艦載機的怨仇级是其后继者，它们因有着两层机库使得机库只有14英尺高，无法容纳更大的新一代噴射艦載機，反而比機庫更寬敞更易於改造的光辉级早退役。

## 設計
光輝級的設計依照第二次倫敦海軍條約對航空母艦的限制（標準排水量不得超過23,000噸，火炮口徑不得超6.1英寸）而進行。它們的設計理念跟同代的美國航母約克鎮級和艾塞克斯級較為相近。
不同於其他強調以大量戰機作為首要防禦手段的設計，光輝級主要以防空炮及裝甲甲板保障自身安全，因此減少載機量。其他航母只有下層甲板，如機庫甲板和主甲板具有裝甲，而不受防護的飛行甲板則成為上層結構的一部分，機庫體積亦因此能增大，以最大化載機量。在1944-1945年，皇家海軍開始在飛行甲板停泊飛機，使得飛機容量大增，從36架逐漸上升至57架。

## 同级艦
| 舰名                | 舷号   | 建造商           | 下水          | 服役           | 备注       |        |        |
| 光輝級              | 光輝級 | 光輝級           | 光輝級        | 光輝級         | 光輝級     | 光輝級 | 光輝級 |
| ------------------- | ------ | ---------------- | ------------- | -------------- | ---------- | ------ | ------ |
| 光辉号航空母舰 (87) | 87     | 维克斯阿姆斯特朗 | 1939年4月5日  | 1940年5月25日  | 1956年拆解 |        |        |
| 可畏號航空母艦      | 67     | 哈兰德沃尔夫     | 1939年8月17日 | 1940年11月24日 | 1953年拆解 |        |        |
| 胜利号              | 38     | 维克斯阿姆斯特朗 | 1939年9月14日 | 1941年5月14日  | 1969年拆解 |        |        |
| 不撓級              |        |                  |               |                |            |        |        |
| 不挠号              | 92     | 维克斯阿姆斯特朗 | 1940年3月26日 | 1941年10月10日 | 1955年拆解 |        |        |

### 結局
四艦皆在第二次世界大戰中被廣泛運用各戰場，光輝號及可畏號均受到嚴重傷害，不過全體存活至終戰後繼續服役。戰後，由於英國經濟蕭條，導至皇家海軍的規模被裁減，最終只有勝利號在1950-1957年接受現代化改裝，但在1968年因一場小型火災而退役。不撓號在1948-1950年進行大型整修，包括安裝了新的鍋爐，隨後作為本土艦隊的旗艦服役。1953年，她因機庫中發生汽油爆炸，引發火災而受損。十月，在英國女王伊莉莎白二世的海上閱兵後，她被轉到後備艦隊，最終在1955年拆解。

## 书目
- Brown, David. . New York: Arco Publishing. 1977. ISBN 0-668-04164-1.
- Campbell, John. . Annapolis, Maryland: Naval Institute Press. 1985. ISBN 0-87021-459-4.
- Chesneau, Roger.  New, Revised. Annapolis, Maryland: Naval Institute Press. 1995. ISBN 0-87021-902-2.
- Chesneau, Roger (编). . Greenwich, UK: Conway Maritime Press. 1980. ISBN 0-85177-146-7.
- Friedman, Norman. . Annapolis, Maryland: Naval Institute Press. 1988. ISBN 0-87021-054-8.
- Friedman, Norman. . Annapolis, Maryland: Naval Institute Press. 1983. ISBN 0-87021-739-9.
- Hobbs, David. . Barnsley, UK: Seaforth Publishing. 2013. ISBN 978-1-84832-138-0.
- McCart, Neil. . Cheltenham, UK: Fan Publications. 2000. ISBN 1-901225-04-6.
- Rohwer, Jürgen.  Third Rev. Annapolis, Maryland: Naval Institute Press. 2005. ISBN 1-59114-119-2.

## 外连
维基共享资源上的相關多媒體資源：光辉级航空母舰
- ILLUSTRIOUS fleet aircraft carriers (1940–1941)